# Bixby (asistente virtual)
Bixby es un asistente virtual desarrollado por Samsung Electronics.
El 20 de marzo de 2017, Samsung anunció el asistente digital de voz llamado "Bixby". Bixby se presentó junto con el Samsung Galaxy S8 y S8+ durante el evento Samsung Galaxy Unpacked 2017, que se celebró el 29 de marzo de 2017. Samsung presentó oficialmente Bixby una semana antes del lanzamiento, pero solo hizo su primera aparición durante el evento. Bixby también se puede cargar en dispositivos Galaxy antiguos que ejecuten Android Nougat.
Bixby representa un reinicio importante para S Voice, la aplicación de asistente de voz de Samsung presentada en 2012 con el Galaxy S III. Samsung también preinstaló el asistente virtual Sherpa para los dispositivos hispanos desde 2015 hasta el lanzamiento de Bixby.
En mayo de 2017, Samsung anunció que Bixby llegaría a su línea de refrigeradores Family Hub 2.0, convirtiéndose en el primer producto no móvil en incluir el asistente virtual.
En octubre de 2017, Samsung anunció el lanzamiento de Bixby 2.0 durante su conferencia anual de desarrolladores en San Francisco. La nueva versión se implementará en toda la línea de productos conectados de la compañía, incluidos teléfonos inteligentes, televisores y refrigeradores. Además, los terceros podrán desarrollar aplicaciones para Bixby utilizando el Samsung Developer Kit.

## Características
Bixby viene con tres partes, conocidas como Bixby Voice, Bixby Vision y Bixby Home.
Bixby Voice: Con Bixby Voice, el usuario puede activar Bixby llamándolo o presionando prolongadamente el botón Bixby ubicado debajo del control de volumen. Poco antes del lanzamiento del teléfono, el botón Bixby era reprogramable y podía configurarse para abrir otras aplicaciones o asistentes, como el Asistente de Google. Sin embargo, cerca del lanzamiento del teléfono, esta capacidad se eliminó con una actualización de firmware, pero se puede volver a asignar con una nueva actualización de firmware, aunque se puede reasignar esta tecla con aplicaciones de terceros.

Bixby Vision: Bixby Vision está integrado en la aplicación de la cámara y puede "ver" lo que se puede ver, ya que es esencialmente una cámara de realidad aumentada que puede identificar objetos en tiempo real, buscarlos en diversos servicios y ofrecer al usuario que los compre si están disponibles. Bixby también puede traducir texto, leer códigos QR y reconocer puntos de referencia o importantes.
Bixby Home: Puede encontrar Bixby Home deslizando hacia la derecha en la pantalla de inicio o presionando brevemente el botón Bixby. Es una lista de información de desplazamiento vertical con la que Bixby puede interactuar, por ejemplo, el clima, la actividad física y los botones para controlar sus dispositivos inteligentes para el hogar.
Bixby soporta tres idiomas, incluido el chino. También soporta búsqueda contextual y búsqueda visual.

## Idioma y disponibilidad del país
Samsung informó que Bixby no estaría operativo en la versión estadounidense del Samsung Galaxy S8 y S8+ cuando los dispositivos se enviaron por primera vez a los consumidores el 21 de abril de 2017. Samsung afirmó que las características clave de Bixby, incluyendo Vision, Home y Reminder, estarían disponibles con el lanzamiento global de los teléfonos inteligentes. Bixby Voice estaba destinado a estar disponible en los EE. UU. en el Galaxy S8 y S8+ más tarde esa primavera. Sin embargo, el lanzamiento de la versión en inglés se pospuso debido a que Samsung tuvo problemas para lograr que Bixby entendiera completamente el idioma.
A partir de abril de 2018, Bixby está disponible en más de 200 países, pero solo en coreano, inglés y chino (mandarín). La versión china de Bixby solo está disponible en dispositivos vendidos oficialmente en China continental. Bixby Korean se lanzó el 1 de mayo de 2017 (KST).
En agosto de 2018, El Samsung Galaxy Note 9 fue lanzado e incluía el idioma español para Bixby Voice, pero no fue hasta inicios del 2019 cuando Samsung publicó la actualización a Android 9 y One UI 1, la cual introdujo el idioma español al resto de dispositivos.
A partir de diciembre de 2018, Samsung Electronics implementó la función de control de voz de Bixby en idioma francés.

## Dispositivos Compatibles

### Teléfonos inteligentes y tabletas insignia

#### Galaxy S
- Samsung Galaxy S8
- Samsung Galaxy S9
- Samsung Galaxy S10
- Samsung Galaxy S10+
- Samsung Galaxy S10e
- Samsung Galaxy S10 Lite
- Samsung Galaxy S20
- Samsung Galaxy S20+
- Samsung Galaxy S20Fe
- Samsung Galaxy S21
- Samsung Galaxy S21+

#### Galaxy Note
- Samsung Galaxy Note 8
- Samsung Galaxy Note 9
- Samsung Galaxy Note 10
- Samsung Galaxy Note 10+
- Samsung Galaxy Note 10 Lite
- Samsung Galaxy Note 20
- Samsung Galaxy Note 20 Ultra

### Teléfonos inteligentes y tabletas de gama media.

#### Galaxy A
- Samsung Galaxy A8 (2018) (incluyendo A8+; Solo Bixby Home, Reminder and Vision )
- Samsung Galaxy A8 Star (2018)
- Samsung Galaxy A7 (2018) (Solo Bixby Home, Reminder y Vision)
- Samsung Galaxy A9 (2018)
- Samsung Galaxy A6/A6+ (Bixby Home y Vision)
- Samsung Galaxy A7 (2017) (Disponible solo para usuarios en Corea del Sur ; Bixby Home y Reminder )
- Samsung Galaxy Tab A 8.0|Samsung Galaxy Tab A 8.0 (2017) (Solo Bixby Home y Reminder)
- Samsung Galaxy A90 5G (2021)
- Samsung Galaxy A80 (2019)
- Samsung Galaxy A72 5G (2021)
- Samsung Galaxy A72 (2021)
- Samsung Galaxy A71 (2019)
- Samsung Galaxy A70 (2019)
- Samsung Galaxy A52 5G (2021)
- Samsung Galaxy A52 (2020)
- Samsung Galaxy A51 (2019)
- Samsung Galaxy A50 (2020)
- Samsung Galaxy A32 5G (2021)
- Samsung Galaxy A32 (2021)
- Samsung Galaxy A31 (2021)
- Samsung Galaxy A30 5G (2019)
- Samsung Galaxy A30s (2019)
- Samsung Galaxy A30 (2019)
- Samsung Galaxy A20 (2019) (Bixby Home, Bixby Vision y Bixby Voice por APK)
- Samsung Galaxy A10 (2019) (Bixby Home, Bixby Vision y Bixby Voice por APK)

#### Galaxy J
- Samsung Galaxy A 15 (2016) (Bixby Home, Reminder solo a través de APK)
- Samsung Galaxy J5 (2016) (Bixby Home, Reminder solo a través de APK)
- Samsung Galaxy J7 (2016) (Bixby Home, Reminder solo a través de APK)
- Samsung Galaxy J3 (2017) (Bixby Home, Reminder solo a través de APK)
- Samsung Galaxy J4 (2018) (Bixby Home)
- Samsung Galaxy J5 (2017) (Bixby Home, Reminder solo a través de APK)
- Samsung Galaxy J7 (2017) (Home, Reminder solo a través de APK)
- Samsung Galaxy J7+(2017)
- Samsung Galaxy J6 (2018) (Bixby Home y Reminder)
- Samsung Galaxy J6+(2018) (Bixby Home y Reminder)
- Samsung Galaxy J8 (2018) (Bixby Home y Reminder)

#### Galaxy C
- Samsung Galaxy C8 (solo Bixby Home, Reminder y Bixby Vision)

### Altavoces inteligentes
- Galaxy Home